# Sivatagok listája terület szerint
A Föld legnagyobb sivatagai, terület alapján sorolva.

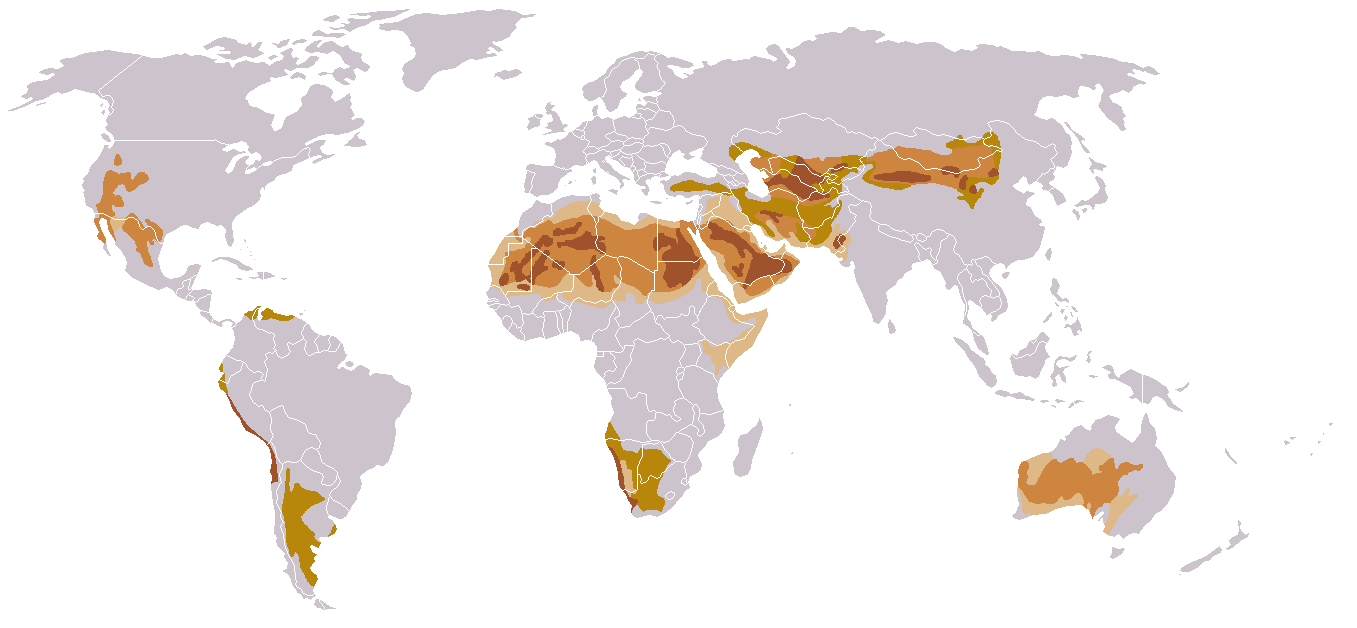
A különböző típusú sivatagok a Földön

| No. | Sivatag               | Kép | Ország, földrész                                                                              | Terület (km2) |
| --- | --------------------- | --- | --------------------------------------------------------------------------------------------- | ------------- |
| 1.  | Antarktiszi-sivatag   |     | Antarktisz                                                                                    | 14 200 000    |
| 2.  | Arktiszi-sivatag      |     | Kanada, Grönland , Izland , Norvégia , Oroszország , Svédország, Finnország, Egyesült Államok | 13 900 000    |
| 3.  | Szahara               |     | Észak-Afrika                                                                                  | 9 200 000     |
| 4.  | Líbiai-sivatag        |     | Líbia, Egyiptom                                                                               | 1 600 000     |
| 5.  | Góbi                  |     | Mongólia, Kína                                                                                | 900 000       |
| 6.  | Rab-el-Háli           |     | Szaúd-Arábia, Jemen, Omán                                                                     | 800 000       |
| 7.  | Kalahári              |     | Botswana, Dél-afrikai Köztársaság, Namíbia                                                    | 518 000       |
| 8.  | Nagy-homoksivatag     |     | Ausztrália                                                                                    | 420 000       |
| 9.  | Takla-Makán           |     | Kína                                                                                          | 400 000       |
| 10. | Szír-sivatag          |     | Szíria, Irak, Jordánia                                                                        | 350 000       |
| 11. | Nagy-Viktória-sivatag |     | Ausztrália                                                                                    | 330 000       |
| 12. | Kara-kum              |     | Türkmenisztán                                                                                 | 300 000       |
| 13. | Thar-sivatag          |     | India                                                                                         | 260 000       |
| 14. | Núbiai-sivatag        |     | Egyiptom, Szudán                                                                              | 250 000       |
| 15. | Kizil-kum             |     | Kazahsztán, Üzbegisztán                                                                       | 240 000       |
| 16. | Gibson-sivatag        |     | Ausztrália                                                                                    | 220 000       |
| 17. | Simpson-sivatag       |     | Ausztrália                                                                                    | 176 000       |
| 18. | Atacama-sivatag       |     | Chile                                                                                         | 160 000       |
| 19. | Arab-sivatag          |     | Egyiptom                                                                                      | 130 000       |
| 20. | Namib-sivatag         |     | Namíbia                                                                                       | 124 000       |
| 21. | Nefúd-sivatag         |     | Szaúd-Arábia                                                                                  | 120 000       |
| 22. | Ad Dahnã              |     | Szaúd-Arábia                                                                                  | 80 000        |